# Като, Хисао
Хисао Като (яп. 加藤 久雄 Като: Хисао, род. 8 ноября 1942, Нагано, Япония) — японский политический деятель, нынешний мэр города Нагано, столицы Префектуры Нагано, в центре Японии. Като выиграл свои первые выборы мэра как независимый 27 октября 2013 года, набрав 56 424 голоса по сравнению с 34 656 голосами, занявшими второе место. 29 октября 2017 года Като была переизбрана на второй срок, получив 69 778 голосов. На своих вторых выборах его поддержали ЛДП, Комэйто и Демократическая партия.
Като окончил старшую школу Нагано префектуры Нагано в 1961 году. Затем он окончил факультет естественных наук. Политическая экономия и экономика в Университете Васэда в 1965 году. Он работал в нескольких корпорациях, прежде чем стать председателем Торгово-промышленной палаты Нагано в 2007 году. В 2009 году он стал директором Shinano Railway.
В качестве мэра Като возглавил городское правительство, инвестировавшее 1 миллиард йен в Университет Нагано, префектурный университет, который открылся в городе Нагано в 2018 году. Одна из причин, по которой Като поддержал префектурный университет, призвано побудить университетскую молодежь оставаться в префектуре после окончания учёбы.
Като, как мэр Нагано, и его коллега из близлежащего города Мацумото поддержали предложение Японского геронтологического отделения Общество переопределит возраст пожилых людей с 65 до 75 лет или старше. Като заявил, что пожилые люди «обладают большей физической и психологической выносливостью, чем раньше».